# Кусиуирьячи
Кусиуирья́чи (исп. Cusihuiriachi) — посёлок в Мексике, штат Чиуауа, входит в состав одноимённого муниципалитета и является его административным центром. Численность населения, по данным переписи 2010 года, составила 63 человека.

## История
Название Cusihuiriachi с языка тараумара можно перевести как прямостоящий флагшток.
Поселение было основано Антонио Родригесом в 1687 году как рабочий посёлок, так как в этой местности начали разрабатываться рудники.
В первой половине XX века рудники начали истощаться, а население посёлка разъезжаться. Так в 1930 году в Кусиуирьячи проживало 3818 человек, в 1940-м уже 1131 человек, а к 2010 году осталось только 63 человека.